# Pamphagus auresianus
Pamphagus auresianus är en insektsart som beskrevs av Massa 1992. Pamphagus auresianus ingår i släktet Pamphagus och familjen Pamphagidae. Inga underarter finns listade i Catalogue of Life.